# Jana Hawkes
Jana Fisher  (née Hawkes) est un personnage fictif de la série Les Feux de l'amour interprété par Emily O'Brien du 11 mai 2006 au 20 février 2007, puis du 15 juin 2007 au 6 mai 2011. Nous avons 3 ans et 7 mois de retard par rapport à la diffusion américaine.

## L'arrivée à Genoa
Jana est embauchée comme serveuse au café de Kevin Fisher, Le Néon Écarlate, et en devient bientôt le manager. Elle commence à sortir avec lui. Lauren Baldwin l'engage comme nounou. Le passé de Jana reste mystérieux et ses raisons d'arrivée aux États-Unis ne sont pas claires. Elle est anglaise et dit avoir été infirmière et moniteur de ski. Elle vit dans un camping-car et aime sa liberté. Elle est très qualifiée en histoire de l'art et a été capable d'identifier correctement une pièce chinoise chez Katherine Chancellor, simplement en la regardant.
En février 2007, Jana disparaît et Kevin suspecte que le professeur Adrian Korbel en est responsable, ainsi que du meurtre de Carmen Mesta, consultante en relations publiques de Newman Entreprises. Colleen Carlton est enlevée par Jana qui enferme Colleen dans une chambre froide. Après avoir interrogé Colleen sur tout ce qu'elle sait du Reliquaire de Grugeon, Jana est emportée par un homme inconnu. Après avoir leurré Kevin et Colleen, elle leur annonce qu'elle et cet homme, son père, recherchent le reliquaire, une pièce enlevée à une famille juive par des nazis durant la seconde guerre mondiale. Jana avoue avoir tué Carmen Mesta, parce que celle-ci avait vu dans les mains de Jana le portfolio de Victoria, contenant des photos de pièces d'art, et savait que Jana l'avait volé. Le document ne contenait aucune information utile. Dans la précipitation, Jana a frappé Carmen à la tête avec un morceau de métal. Elle leur révèle qu'elle a orchestré leur enlèvement, qu'elle a introduit un bug dans la maison de Victoria et Brad Carlton, et a réussi à faire accuser Adrian à propos du meurtre de Carmen. Elle est à peine désolée pour ses crimes, et laisse son copain Kevin avec Colleen dans une chambre froide puis met le feu à l'immeuble. En dépit de son amour pour Kevin, Jana essaie de faire croire qu'il a essayé de tuer Colleen comme il y a des années.
Elle disparaît, et le Reliquaire de Grugeon (qui est finalement localisé fin 2006 et est la clé d'un trésor caché par les nazis) est retrouvé officiellement. Kevin et Colleen sont sains et saufs et quand Kevin revient à lui, il reçoit un coup de téléphone de Jana. Elle lui dit qu'elle est contente qu'il ait survécu ; Kevin répond qu'il la tuera s'il la revoit.
Elle est fan de spiritisme.

## Son retour à Genoa
Des mois plus tard, elle communique avec Kevin via une webcam. Elle lui dit combien il lui manque et qu'elle veut être avec lui à nouveau. Espérant qu'elle sera arrêtée pour ses crimes, Kevin lui dit qu'elle lui manque aussi. Mais elle quitte la webcam avant qu'il puisse trouver un moyen pour la recontacter. Elle recommence à le contacter par courriel et à l'appeler, ainsi que Colleen. Collen et Kevin s'associent pour la faire revenir à Genoa, jouant sur ses sentiments pour Kevin. Pour l'inquiéter, Kevin rentre dans un arbre avec sa voiture et est amené à l'hôpital. Jana, terrifiée, revient et découvre les véritables intentions de Kevin. Michael, Colleen et Daniel Romalotti arrivent à convaincre Kevin de ne pas tirer sur Jana. Elle est arrêtée pour l'enlèvement de Kevin et Colleen et pour le meurtre de Carmen Mesta ; mais elle est très malade.
On apprend à l'hôpital que Jana a une tumeur au cerveau, qui l'a fait devenir psychotique. Après avoir saisi la situation, Kevin lui pardonne pour ses actes et retombe amoureux d'elle. Cependant, Gloria Bardwell et les autres ne savent pas si c'est à cause de ça qu'elle était folle. Kevin négocie avec Gloria et la convainc de payer l'opération de Jana. Jana continue de se sentir coupable pour ses actions passées et demande à Kevin d'emménager avec elle mais il refuse. Jana est ensuite complice de Phyllis Newman, arrêtée pour extorsion de fonds. Jana contacte Kevin et lui demande de l'excuser de le “poursuivre”. Jana et Phyllis sont devenues amies. Jana décide d'aider Kevin et sa mère Gloria à trouver si oui ou non Jack Abbott (qui avait pris un ascendant sur son père John, à cause d'un mauvais dosage de médicaments durant son séjour en prison) lui a fait écrire un autre testament dont John avait exclu Gloria.

## Demande en mariage
Phyllis est relâchée de prison ; Jana en est attristée car elle sait que Phyllis va retrouver sa famille. Le jour de Thanksgiving, elle a une énorme surprise quand Kevin lui propose de l'épouser. Malgré le fait qu'elle refuse d'abord, Kevin lui donne un délai. Deux mois plus tard, la procureur Heather Stevens la relâche grâce à la remise en cause du cas par Kevin. Jana aide Kevin et sa famille à sortir du chantage qu'exerce Jeffrey Bardwell sur Gloria ; la famille accepte leur relation et commence à préparer le mariage.

## Son retour sur le droit chemin
Elle est embauchée comme assistante pour la galerie d'art de Sabrina Costelana, la nouvelle femme de Victor Newman. Elle est très surprise quand Sabrina la choisit comme demoiselle d'honneur. Sabrina meurt, Jana s'occupe des funérailles. Daniel, l'ami de Kevin est son photographe et lui rapporte une table Ouija. Elle est fascinée puis terrifiée par l'objet, pouvant l'utiliser pour faire des prédictions sur l'avenir de ses amis. Cela crée beaucoup de frictions entre elle et Kevin. Elle décide finalement que c'est insensé et se marie avec Kevin le 18 août 2008 à Malibu. Elle supporte Kevin lors de sa captivité. Elle dit adieu à Colleen quand celle-ci, en état de mort cérébrale, est débranchée le 28 septembre 2009.

## Son enlèvement et ses conséquences
En mars 2010, Jana se fait enlever par Sarah Smythe, la sœur cachée de Sheila Carter mais aussi la tante de Ryder et Daisy. Jana ne fait pas confiance à Ryder qui est le demi-frère de Kevin et cherche à savoir qui est véritablement Ryder. Jana cherchant trop et étant trop prés de découvrir le secret de Ryder et Daisy, se retrouve prisonnière dans une cage dans un zoo désaffecté. Jana et Lauren qui s'est aussi faite enlever s'échappent grâce à Ryder. Kevin et Michael les retrouvent. Lauren tue Sarah mais Jana se retrouve à l’hôpital à la suite d'un anévrisme : elle ne ressent alors plus aucun sentiment. À partir de ce moment-là, une nouvelle Jana apparaît. Kevin essaye de s'occuper d'elle, de la soutenir, de la couvrir d'amour dans le but que l'ancienne Jana revienne, en vain.

### Sa liaison avec Ryder
En juin 2010, Jana hypothèque le Néon Ecarlate, sans en parler à personne, pour payer la caution de Ryder, venu se livrer à la police quelques jours plus tôt. Elle dit ressentir de la compassion pour lui, bien qu'il ait été un de ses bourreaux. Kevin essaye de la raisonner mais finit par se faire une raison : l'ancienne Jana ne reviendra pas et il décide de ne plus se battre pour sauver leur mariage. Le 11 juin, Jana et Ryder couchent ensemble pour la première fois dans la chambre de Ryder à l'Athletic Club. C'est de là que commence leur liaison adultérine puisque Jana et Kevin n'ont pas divorcé. Le 22 juin (épisode diffusé en France le 17 janvier 2014 sur TF1), alors qu'il vient la voir après plusieurs jours sans qu'elle lui donne de nouvelles, Kevin surprend Jana et Ryder au lit. Il est dévasté. En parallèle, elle essaie de rembourser Kevin, et Ryder trouve un travail et fait profiter Jana de son argent. En réalité, Ryder vole les clients riches qui résident à l'Athletic Club. En juillet 2010, Jana apprend que Ryder est sur le point de se faire arrêter pour vol aggravé. Elle décide de quitter la ville avec lui. Kevin s'en aperçoit et est sur le point de perdre le Néon Ecarlate car Ryder ne s'est pas présenté à l'audience pour les vols et affirmer les dires de Kevin. Sur le bord de la route, Jana dit à Ryder qu'ils doivent retourner à Genoa pour que Kevin garde son café mais Ryder refuse, il ne veut pas retourner en prison. Déçue, elle retourne seule à Genoa.

### L'obsession pour Kevin
À son retour, elle apprend que Kevin n'a pas perdu son café grâce à Mac qui l'a racheté à 60 %. Elle le prie de l'excuser et lui demande de lui pardonner mais il refuse. Le soir de l'inauguration du Gloworm, le nouveau bar de Gloria, Jana surprend Kevin inviter Chloe, sa nouvelle colocataire, à se rendre là-bas avec lui. Elle décide alors d'y aller. Elle le prend à part durant la soirée pour lui dire qu'elle n'aurait pas dû faire confiance à Ryder et qu'elle veut retrouver sa vie à ses côtés. Kevin lui dit alors qu'il a définitivement tourné la page sur leur histoire. Mais en voyant Kevin proche de Chloe, elle devient jalouse. Début septembre 2010, Kevin et Jana reçoivent les papiers du divorce. Jana les signe difficilement. Elle décide alors de postuler en tant que maîtresse dans l'école de Cordélia pour surveiller Kevin et Chloe. Le divorce est officiellement prononcé le 29 septembre (épisode diffusé en France début avril 2014 sur TF1) quand Jana finit par signer les papiers du divorce. Même si leur mariage est fini, Jana veut reconquérir Kevin. Pour commencer, elle tente de le rendre jaloux avec Noah Newman, de retour en ville depuis peu. Ils s'embrassent mais ne vont pas plus loin car Noah comprend qu'elle est toujours amoureuse de Kevin. Ensuite, elle décide d'utiliser le bébé de Daisy pour se rapprocher de lui, mais Daisy aussi l'utilise pour se rapprocher de Danny. Elle appelle même les services sociaux pour dénoncer Chloé en tant que mauvaise mère.
À la Saint-Sylvestre 2010, en emmenant Daisy à l'hôpital, elle voit Kevin et Chloé s'embrasser devant le Jimmy's Bar. Sous le choc et folle de rage de voir ça, elle laisse Daisy s'enfuir puis elle se frappe avec une pierre afin de faire croire à Kevin que Daisy l'a assommée pour s'enfuir. Danny, à l'hôpital, bientôt rejoint par Jack, Phyllis et Abby, trouve bizarre le temps que prennent Daisy et Jana pour arriver à l'hôpital. Kevin l'appelle et lui dit ce qu'il s'est passé. Michael lance la police aux trousses de Daisy mais Danny, qui en a marre d'attendre sans savoir où est Daisy, décide d'aller la chercher lui-même, contre l'avis de sa mère. Il finit par la retrouver sur la route du zoo abandonné dans lequel elle avait pris en otage Lauren et Jana avec Ryder et Sarah. En montant dans la voiture de Jana, Danny constate que Daisy est sur le point d'accoucher. Il est donc contraint de l'accoucher. Alors qu'il tient le bébé dans ses bras, Daisy l'assomme avec une lampe de poche et abandonne son corps dans la neige en ayant pris son manteau pour emmailloter le bébé. Ensuite, elle entre dans une église et à contrecœur, abandonne sa fille. Après son départ, un homme du nom de Burt trouve le bébé et le ramène chez lui. Il avoue à sa femme, Agnès, qu'il compte vendre le bébé contre de l'argent. Il contacte une trafiquante d'enfants, Primrose DeVille (la nièce de Rose DeVille, trafiquante d'enfants aussi, connue pour avoir enlevé et vendu le nouveau-né de Nina Webster, Ronan Malloy) et lui vend le bébé que sa femme a prénommé Rose.
Au même moment, Victoria Newman apprend qu'elle ne pourra plus concevoir d'enfants. Elle en est dévastée, alors son mari William Abbott décide d'adopter un bébé sans qu'elle le sache pour lui faire la surprise. Mais comme les procédures d'adoption sont trop longues, il sollicite l'aide de son avocat et ami Rafe Torres afin d'adopter illégalement. Rafe parvient à le mettre en contact avec Primrose DeVille. Celle-ci lui demande 2 millions de dollars en échange du bébé. William la paie et Primrose lui vend le bébé en lui donnant tous ses papiers afin de officialiser l'adoption. Après être rentré chez lui avec le bébé, Victoria et lui constatent qu'elle a de petits cheveux roux. Ils décident alors de l'appeler Lucy en référence à la rousse Lucy Ricardo (interprétée par Lucille Ball), héroïne de la série des années 1950 I love Lucy et de lui donner comme deuxième prénom Nicole en hommage à Nicole "Nikki" Newman, la mère de Victoria. 
Emmenée d'urgence à l'hôpital, les médecins constatent que Jana a un léger traumatisme crânien. Cependant, quelques jours plus tard, Kevin se rend compte qu'elle pense être toujours sa femme et qu'elle se croit en février 2010, peu de temps avant son enlèvement. Les médecins lui confirment qu'elle a oublié ce qu'il s'est passé cette dernière année et demandent à Kevin de s'occuper d'elle pour que sa mémoire lui revienne. On apprend qu'en réalité Jana fait mine d'avoir oublié ce qu'il s'est passé afin de rester avec Kevin. Mais en février 2011, Kevin finit par lui révéler toute la vérité. Bien sûr, Jana fait semblant de ne pas y croire mais Kevin lui fait comprendre que maintenant, il a tiré un trait sur elle et qu'elle devrait en faire autant. Le jour de la Saint-Valentin, Gloria organise une fête au Gloworn dont les bénéfices seront reversés à une association militant contre la maltraitance des animaux. Elle enferme Chloé et Kevin dans son bureau et ils finissent par faire l'amour. Jana trouve la clé près du bar et ouvre la porte du bureau intentionnellement pour les déranger. Mais Kevin la lui ferme au nez. Quelques jours plus tard, Kevin demande à Jana de partir de chez lui. Elle réagit très mal au début mais finit par accepter. Du moins, c'est ce qu'elle lui fait croire car elle répond tout de suite après à l'annonce de William qui cherche une nounou pour garder sa fille Lucy. De cette manière, elle s'occupe de Cordelia aussi et reste dans la vie de Kevin afin de l'éloigner de Chloé.

## À la recherche de la fille de Daisy
Début mars 2011, alors qu'elle entre chez Victoria et William avec Lucy, quelqu'un surgit derrière elle et met sa main sur sa bouche. Jana se débat et se délie de son "agresseur" et quand elle se retourne pour voir qui s'est, elle s'aperçoit qu'il s'agit de Ryder ! Choquée, elle lui demande ce qu'il veut. Ryder lui dit de ne pas avoir peur de lui, la seule chose qu'il veut, c'est qu'elle l'aide à retrouver le bébé de Daisy que celle-ci a abandonné à l'église Saint-Joseph le soir où elle s'est enfuie. Jana refuse dans un premier temps mais Ryder lui dit qu'il sait qu'elle a laissé Daisy s'échapper contrairement à ce qu'elle dit et qu'il n'hésitera pas à la dénoncer si elle refuse de l'aider. C'est alors qu'elle lui rappelle que sur la dernière photo prise de Daisy sur le point de passer la frontière canadienne, on la voit avec un gros ventre. Mais Ryder lui avoue que c'est une ruse qu'elle a utilisé afin que personne ne cherche le bébé à ce moment-là et lui demande encore une fois de chercher le bébé avant de disparaître. 
Les jours qui suivent la visite de Ryder, Jana repense à ce qu'il lui a dit. Par curiosité, elle décide de chercher l'adresse de cette église sur Internet et d'y aller. Elle demande au prètre s'il ne sait pas qu'un bébé a été abandonné dans l'église début janvier de cette année. Le prètre lui dit que non, mais une femme qui est en train de prier à côté d'eux, entend leur conversation et au moment où Jana s'en va, elle la suit. Elle lui laisse un mot sur son pare brise sur lequel elle lui demande de la rejoindre dans un fast-food. Jana s'en aperçoit et décide d'y aller. Là, elle rencontre cette femme qui n'est qu'autre qu'Agnès, qui lui avoue qu'elle et son mari ont trouvé le bébé à l'église, mais qu'ils l'ont revendu à une horrible femme, Primrose, car ils avaient besoin d'argent. Agnès lui donne le numéro de Primrose et lui demande de ne parler d'elle à personne. Jana la remercie et s'en va. Elle réalise alors que si elle retrouve ce bébé pour Kevin, celui-ci reviendra vers elle. Elle s'achète un faux-ventre puis contacte Primrose. Lorsqu'elle lui rend visite, elle endosse le personnage de Stella, une jeune femme enceinte souhaitant faire adopter son futur bébé. Primrose lui dit qu'elle recevra 5 millions de dollars en échange de son bébé, mais qu'elle devra tout d'abord se faire ausculter par le médecin, complice du trafic, afin d'avoir une échographie. Mais, Jana devient tout à coup plus mal à l'aise, prétextant qu'elle préfère revenir avec l'échographie que lui aura fait son médecin. Primrose devient suspicieuse et après le départ de Jana, elle appelle William et l'accuse de lui avoir envoyé la "jeune femme" (en parlant de Jana). Pour être plus crédible, Jana se procure une échographie sur Internet.
Début avril 2011 (épisodes diffusés en France à la mi-septembre 2014 sur TF1), Jana est au Néon Ecarlate et s'apprête à aller à son rendez-vous avec Primrose sauf qu'elle rencontre Chloé et comme à leur habitude, elles se lancent des pics mais en partant soudainement, Jana fait tomber son sac par terre et tout son contenu se renverse et malheureusement, Chloé voit l'échographie. Elle demande à Jana ce qu'elle fait avec et Jana prétexte qu'elle appartient à l'une de ses amies avant de s'en aller. Elle montre l'échographie à Primrose et pose plusieurs questions tout en essayant de ne pas trop en poser. Primrose, un peu agacée, s'absente un moment pour aller chercher quelque chose dans sa voiture. Pendant ce temps, Jana en profite pour fouiller dans les dossiers de Primrose mais elle constate qu'ils ne comportent que des numéros de comptes bancaires. Elle a tout juste le temps de prendre en photo avec son portable les numéros de comptes bancaires avec les dates proches de celle de la naissance du bébé quand Primrose revient et la surprend. Celle-ci soulève son haut et constate qu'elle porte un faux ventre. Jana tente de lui expliquer qu'elle ne cherche pas à nuire à son activité mais qu'elle est simplement à la recherche d'un bébé. Mais Primrose n'y croit pas et se montre menaçante. Alors Jana la pousse contre une étagère et s'enfuit. Parallèlement, Chloé informe Victoria de ce qu'elle a vu et lui demande de virer Jana car elle refuse qu'elle s'occupe de sa fille à cause de son état mental. À son retour au Néon Ecarlate, Jana demande à Kevin, très fort en informatique, de localiser les banques dans lesquels sont ces comptes en prétextant que ce sont ceux de son père décédé et qu'ils contiennent de l'argent dont elle doit hériter. Kevin parvient à localiser l'un de ces comptes dans une banque de Genoa mais il est incapable de lui donner le nom du titulaire de ce compte. Jana est contente, elle avance et elle est sûre que le bébé de Daisy a été acheté par le détenteur de ce compte. Ensuite, Victoria lui apprend que Chloé souhaite qu'elle la vire mais qu'elle ne le fera pas parce qu'elle est parfaite avec Lucy. Jana la remercie et lui dit qu'elle doit s'absenter un moment car elle a un rendez-vous. En réalité, elle se rend à la banque que Kevin a localisé en espérant découvrir l'identité du titulaire du compte. Coiffée d'une perruque blonde, elle se fait passer pour l'assistante du titulaire du compte parti en voyages d'affaires et demande à la conseillère de lui donner une attestation du compte. Mais la conseillère refuse car elle est incapable de confirmer son identité. Après le départ de Jana, elle prévient William qu'une jeune femme est passée et lui a demandé une attestation de son compte. William prévient Victoria de ce qu'il s'est passé et celle-ci demande à Jana de passer leurs relevés de compte à la déchiqueteuse. 
Voyant bien que ni Victoria ni William feront quelque chose pour se débarrasser de Jana, Chloé décide de fouiller son appartement avec Gloria. Elles y trouvent le faux ventre mais Jana les surprend et appelle la police. Chloé et Gloria se font arrêter. De plus, Jana porte plainte mais elle apprend que seul le propriétaire de la maison peut le faire. William, qui a été prévenu de l'arrestation de Chloé décide de porter plainte pour la punir. Mais le fait que Chloé et Gloria lui aient dit que Jana avait un faux ventre chez elle et une échographie dans son sac laisse planer un doute dans son esprit mais aussi dans celui de Kevin. Ils décident alors de fouiller dans l'appartement de Jana ensemble mais eux aussi se font surprendre par Jana. Elle finit par leur dire la vérité : elle est à la recherche de la fille de Daisy qui est bien à Genoa malgré la photo de Daisy qui la montre enceinte mais qu'elle est tombée dans un réseau de trafiquants d'enfants. Elle leur dit aussi avoir rencontré l'une de ses trafiquantes, Primrose. William pâlit soudainement et trouve une excuse pour s'en aller. Il craint que Lucy soit la fille de Daisy et de Danny. Kevin décide d'aider Jana à retrouver le bébé. Jana commence alors par lui dire qu'elle lui a menti sur les numéros de compte qu'il a vu : ce sont ceux des clients de Primrose en réalité. William va voir sa conseillère et demande à voir les images filmées par les caméras le jour où la fameuse jeune femme est passée. Il reconnaît Jana avec une perruque blonde. Ses doutes sont confirmés : Lucy est bien la fille de Danny et de Daisy. 
Kevin, au Néon Ecarlate continue d'étudier les numéros de compte que lui a donné Jana mais alors qu'il quitte son pc pour régler un problème avec la machine à café, Danny, qui sait que Lucy est sa fille mais qui refuse qu'on le découvre, efface toutes les données de son ordinateur. Seulement, Kevin l'a vu passer et repartir très rapidement et le confronte le lendemain, le 22 avril 2011 (épisodes diffusés en France début octobre 2014 sur TF1). Ils se battent mais Jana et Abby les séparent. Puis Jana s'en va garder Lucy car William et Victoria assistent aux obsèques de Sharon, qui vient de décéder dans un accident de voiture. Mais Agnès, qui est là, la suit jusque chez Victoria et William sans qu'elle le voit. Jana la remercie pour son aide même si elle n'a pas réussi à retrouver le bébé et alors qu'Agnès est sur le point de s'en aller, elle reconnaît la grenouillère qu'elle avait acheté pour le bébé avant de le vendre à Primrose. Jana ne lui dit pas mais comprend que Lucy est la fille de Daisy et de Danny. Elle trouve une excuse pour mettre Agnès à la porte et aussitôt rassemble des morceaux de relevés de compte qu'elle a passé à la déchiqueteuse quelques jours plus tôt afin de voir si le numéro de compte de William correspond à celui que Kevin a localisé à Genoa et elle trouve cette correspondance. Jana est heureuse; elle a enfin trouvé le bébé tant recherché de Daisy alors qu'elle était sous ses yeux depuis le début. Elle s'imagine déjà en train de l'élever avec Kevin. Elle l'appelle sur le champ et lui demande de venir. mais elle n'a pas le temps de lui dire la vérité à propos de Lucy car Victoria arrive.

## La mort de Jana
Le lendemain matin, le 26 avril, Victoria et William se réveillent et découvrent que Lucy et Cordélia ont disparu. Rapidement, ils découvrent que Jana n'est pas là, ses affaires aussi et les affaires de Lucy. Ils prennent conscience que Jana les a enlevé. En effet, la veille au soir pendant que tout le monde dormait, Jana a kidnappé Lucy. Mais comme Cordélia s'est réveillée et l'a vu dans la chambre de Lucy, elle a décidé de l'emmener aussi. Victoria appelle la police. Très vite sont lancés une alerte enlèvement pour les filles et un avis de recherche contre Jana. Quand William appelle Chloé pour la prévenir, celle-ci est furieuse contre lui. Elle l'avait prévenu et il ne l'a pas écouté. Les Chancellor, les Newman ainsi que les Abbott décident d'apporter leur aide à la police. Pendant ce temps, Jana appelle Kevin et lui demande de venir la rejoindre dans une garderie abandonnée. Il s'en va la rejoindre, ne sachant pas ce qu'elle a fait et sans que personne l'ait vu partir. Quand il arrive, il est étonné de voir Lucy et Cordélia en pyjama. Jana ne prend même pas la peine de l'écouter et lui annonce qu'elle a retrouvé sa nièce qui n'est qu'autre que Lucy. Kevin comprend alors que c'est William qui l'acheté à Primrose. Mais très vite, il se demande ce que va devenir Lucy et Jana lui dit qu'ils l'élèveront ensemble et ainsi, ils deviendront une vraie famille. Mais soudain, son portable sonne. C'est Chloé qui essaie de l'appeler pour lui annoncer que Jana a enlevé les enfants mais Jana ne lui laisse pas le temps de décrocher et met son portable dans un verre d'eau pour que personne ne lui dise ce qu'elle a fait. Seulement, Kevin finit par s'en douter et entre dans son jeu afin de protéger les filles. Il lui dit qu'il l'aime aussi mais qu'il veut fonder sa propre famille avec elle et qu'il faut donc qu'elle rende les enfants à leurs parents. Jana est d'accord et décide d'abandonner les enfants à l'église Sainte-Marie. Kevin prévient discrètement William de l'endroit où ils seront par message. Arrivés à l'église, Jana veut immédiatement partir mais Kevin ne veut pas laisser les filles toutes seules et préfère rester avec elle le temps que leurs parents arrivent. Cependant, Jana n'est pas stupide et se rend compte que non seulement Kevin l'a piégé mais aussi qu'il ne l'aime pas. Alors, elle le menace avec une arme afin qu'il la suive. Heureusement, les filles ne restent pas seules longtemps parce que Katherine et Murphy, qui sont dans la crypte de l'église à ce moment-là en train de prier pour la sécurité des filles, entendent les pleurs de Lucy puis juste après, la police ainsi que Victoria, Chloé et William arrivent. C'est alors que Cordélia révèle à ses parents ainsi qu'à la police que Kevin est avec Jana, alors que tout le monde le cherche. William pense alors que Kevin est le complice de Jana mais Chloé refuse de le croire et est certaine qu'il est retenu par Jana contre son gré. De retour chez eux avec Lucy, William dit la vérité à Victoria sur Lucy. Un avis de recherche est lancé à l'encontre de Kevin parce que la police le considère comme le complice de Jana. Heather et Michael aident la police à retrouver Kevin, mais ne croient pas un instant Kevin coupable.
Pendant ce temps, Kevin et Jana sont revenus à la garderie abandonnée. Mais pour éviter qu'il ne s'échappe, elle décide de l'enfermer dans un placard, convaincue qu'il finira par retomber amoureux d'elle. Mais au bout d'un moment, Jana prend conscience que la police les recherche activement. Elle décide alors de les amener sur une fausse piste en faisant acheter à Kevin, avec sa carte bancaire, deux billets de train pour la Floride. Mais avant de passer au guichet, Kevin fait passer un message à Chloé en jouant au chi-fou-mi dos à une caméra de surveillance pour lui faire comprendre que Jana le tient en otage. Paul, qui mène son enquête de son côté avec les Chancellor parvient à les localiser à la gare dès lors que Kevin utilise sa carte. Il se rend sur place avec Chance mais le guichetier leur dit que Kevin et Jana sont déjà partis. En réalité, ils n'ont pas pris de train et sont revenus à la garderie.
Le lendemain, le 6 mai 2011 (épisode diffusé en France le 17 octobre 2014 sur TF1), Jana commence à ressentir de violents maux de tête à cause des trains qui passent près de la garderie. Elle devient encore plus irrationnel et pense qu'en portant de nouveau le style de vêtements et de maquillage qu'elle portait quand elle est arrivée à Genoa, Kevin recommencera à l'aimer. De plus, Kevin lance avec une balle, qu'il a trouvé dans le placard, contre la porte du placard pour éviter de penser qu'il est enfermé dans un placard, étant claustrophobe. Or, il fait du bruit donc Jana décide alors de le libérer. Mais elle voit très bien que Kevin n'est toujours pas amoureux d'elle. Alors elle décide de tuer celle qui pour elle a toutes les faveurs de Kevin : Chloé. Elle l'appelle et lui dit de venir les retrouver seule sinon elle tuera Kevin. Elle attache Kevin et le met face à la porte. Quand Chloé arrive, Kevin, est parvenu à desserrer ses liens, donne un coup de pied dans le pistolet que Jana braque sur lui. Jana et Chloé se ruent sur lui et finissent par se battre au sol. Jana hurle comme une folle, se raidit puis tombe raide morte. Kevin et Chloé sont apeurés. Ils appellent la police qui les suspecte immédiatement du meurtre de Jana. Kevin est arrêté pour le kidnapping de Lucy et Cordélia et Chloé est emmenée au poste car la police souhaite lui posé des questions. Finalement, l'autopsie du corps de Jana révèle qu'elle est morte d'un anévrisme, et donc innocente Chloé et Kevin.